# Marinela Gherman
Ana Marinela Gherman (n. 28 martie 1985, în Luduș) este o handbalistă din România care joacă pentru CS Gloria 2018 Bistrița-Năsăud pe postul de coordonator de joc.

## Biografie
Marinela Gherman a început să joace handbal la Luduș, avându-l ca antrenor pe profesorul Tănase Bologa. Junioratul și l-a făcut la Cluj, la Clubul Sportiv Școlar Viitorul, de unde a fost apoi cooptată în echipa de senioare a Uni Ursus Cluj. Cu echipa clujeană ea a jucat finala Cupei Challenge și a ajuns până în sferturile Cupei Cupelor.
În 2009, Gherman a semnat cu HCM Roman, unde a jucat timp de patru ani. În vara anului 2013, ea a părăsit HCM Roman și s-a transferat în Islanda, la Valur Reykjavik. Totuși, ea nu a jucat pentru echipa islandeză decât până în decembrie 2013, când s-a întors în România, semnând cu CSM București.
Marinela Gherman este medaliată cu bronz la Campionatul Mondial Universitar din 2008.

## Palmares

#### Club
- Cupa Cupelor EHF EHF: 
  - Sfert-finalistă: 2008

- Cupa Challenge EHF:
  - Finalistă: 2007

- Liga Națională:
  - Locul 3: 2007

#### Echipa națională
- Campionatul Mondial Universitar: 
  -  Medalie de bronz: 2008